# 世良田政義
世良田 政義（せらだ まさよし）は、室町時代の武将。『尊卑分脈』など当時の史料には名前が現れないため実在したかは不明である。
南朝方に属す。新田氏旗下。江戸時代に著された偽書である『浪合記』によると、応永4年（1397年）桃井宗綱と諮り宗良親王の王子尹良親王を上野寺尾中城に迎える。応永31年（1424年）親王が信濃諏訪城に入ると政義は挙兵し信濃各地にて転戦するが、三河に向かう途上で信濃浪合にて戦死したと伝わる（浪合の合戦）。